# Capitole de l'État de l'Alaska
Le Capitole de l'État de l'Alaska (en anglais : Alaska State Capitol) est un édifice public situé à Juneau, où siègent les organes exécutif et législatif de l'État américain de l'Alaska.

## Histoire
Le Capitole est construit entre 1929 et 1931 par l'architecte James A. Wetmore (en), à l'époque où l'Alaska est encore un territoire des États-Unis. Il abrite alors les services du gouvernement fédéral. En 1959, il devient le siège des institutions du nouvel État de l'Alaska.

## Institutions
Le Capitole est le siège du bureau du gouverneur et abrite la législature de l'Alaska, composé de la Chambre des représentants et du Sénat.